# ناتاشا اوکیف
ناتاشا اوکیف بازیگر اهل کشور انگلستان متولد سال ۱۹۸۶ می باشد، او از سال ۲۰۰۸ وارد دنیای بازیگری شده و بیشتر به خاطر بازی در سریال Peaky blinders در نقش لیزی شناخته می شود.
او در برایتون متولد شد ، در 1 سالگی به لندن رفت و در توتینگ ، لندن جنوبی بزرگ شد. او در کالج موسیقی و نمایش سلطنتی ولز آموزش دیده است ، وی بیشتر به خاطر بازی در filth (2013) ، misfits (2009) و [ پیکی بلایندرز ] شناخته می شود.

## فیلم شناسی
- Lip Service (2010-12)
- Law & Order: UK (2013)
- Misfits (2012-13)
- Peaky blinders (2013-تاکنون)
- The Last Panthers (2015)
- Jekyll and Hyde (2015)
- Sherlock (2016)
- Strike (2017)
- Rebellion (2019)
- Filth (2013)
- Svengali (2013)
- A Little Place Off the Edgware Road (2013)
- Abraham's Point (2008)